# Lisa McCune
Pour les articles homonymes, voir McCune.
Lisa McCune est une actrice australienne née le 19 février 1971 à Sydney, en Australie.

## Carrière
Lisa McCune devient connue en septembre 1993 à l'âge de 22 ans lorsqu'elle débute dans le rôle de l'agent Maggie Doyle dans la série policière Blue Heelers produite par la chaîne de télévision australienne Seven Network. Elle garde ce rôle jusqu'à la septième saison en 2000.
De 2007 à 2011, elle tient un des rôles principaux dans la série télévisée Sea Patrol produite par la chaîne de télévision australienne Nine Network : elle y joue le rôle du lieutenant de vaisseau Kate McGregor, commandant en second (dit 'Capitaine') du patrouilleur militaire HMAS Hammersley de la marine australienne.
Depuis 2013, McCune joue le rôle du Dr Sam Stewart dans la série télévisée australienne Reef Doctors.

## Filmographie
- 2014 : If you love me... (The Little Death) de Josh Lawson